# Mark Fotheringham
Mark McKay Fotheringham (Dundee, 22 ottobre 1983) è un allenatore di calcio e calciatore scozzese, di ruolo centrocampista.

## Caratteristiche tecniche
Era un interno di centrocampo.
Nel 2001 è stato inserito nella lista dei migliori calciatori stilata da Don Balón.

## Palmarès

### Club

#### Competizioni nazionali
- Campionato scozzese: 2

Celtic: 2000-2001, 2001-2002
- Coppa di Scozia: 1

Celtic: 2000-2001
- Coppa di Lega scozzese: 2

Celtic: 1999-2000, 2000-2001